# Regata Sydney Hobart

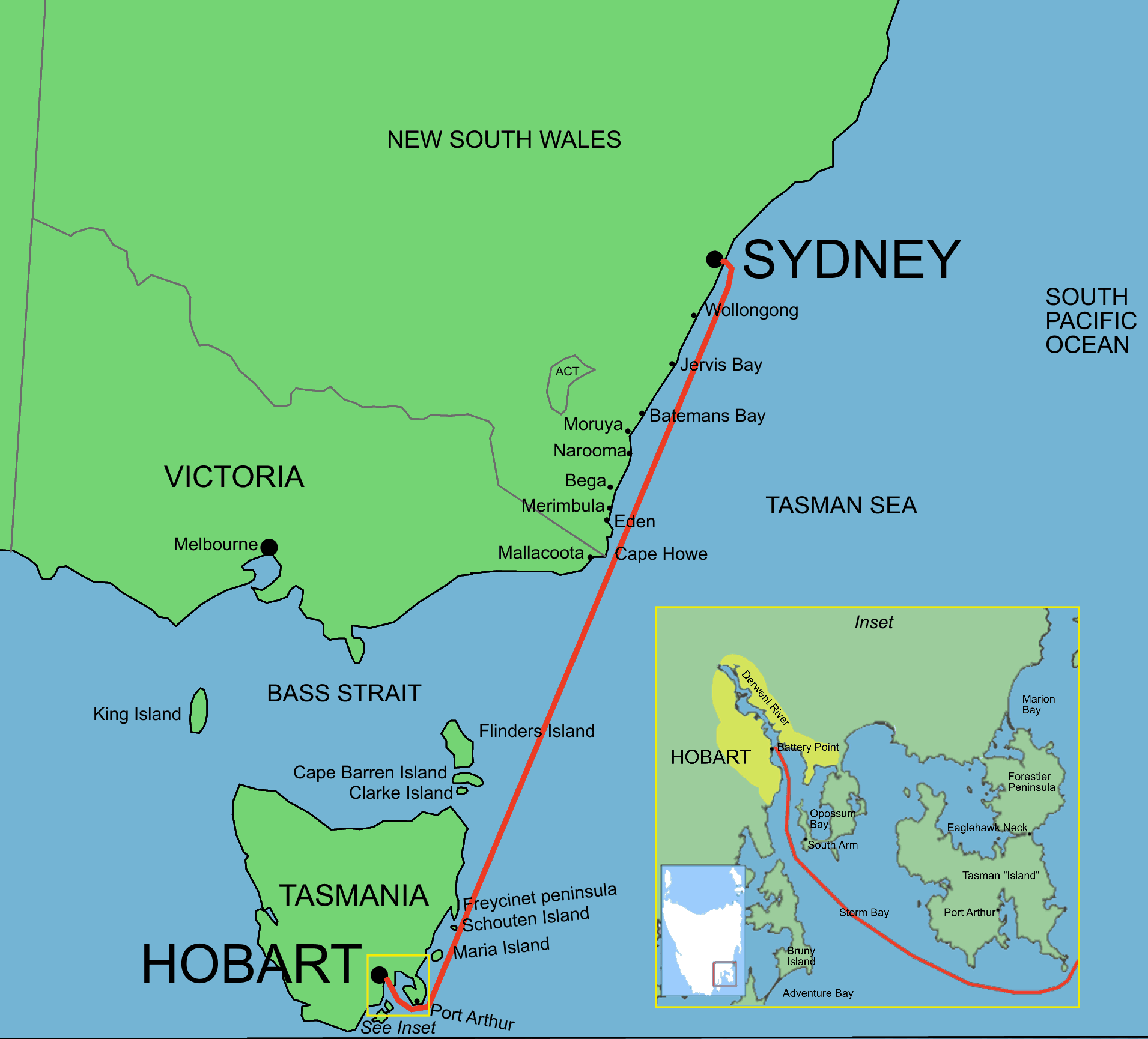
Ruta de la Sydney-Hobart

La Regata Sydney Hobart, organitzada pel Cruising Yacht Club d'Austràlia, en col·laboració amb el Royal Yacht Club of Tasmania, és una competició de vela esportiva que surt de la ciutat de Sydney (Austràlia) el 26 de desembre de cada any i arribant com a destí a la ciutat tasmana de Hobart. La distància que es recorre és d'unes 630 milles nàutiques.

## Història

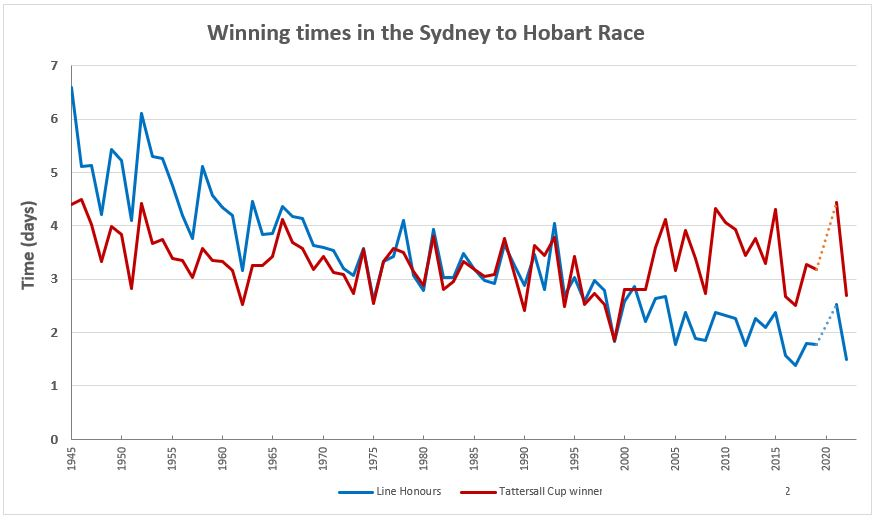
Temps del primer classificat de 1945 a 2005

La regata inaugural va tenir lloc el 1945 amb nou participants, essent vençuda pel vaixell "Rani" en 6 dies, 14 hores i 22 minuts.
L'any 1998, la prova estigué marcada per la tragèdia, a causa d'una tempesta que causà l'enfonsament de cinc iots i la mort de sis persones. Dels 115 vaixells que salparen de Sydney, només arribaren a Hobart 44.
El 2005, el iot Wild Oats XI va batre el rècord de la regata amb un temps d'1 dia, 18 hores, 40 minuts i 10 segons.
Rolex patrocina la prova des del 2002, prenent des d'aleshores el nom de Rolex Sydney to Hobart Yacht Race. Aquest patrocini continuarà fins al 2010.

## Historial
En algunes competicions hi va haver dos guanyadors en temps compensat en funció del sistema de mesurament emprat, International Measurement System (IMS) o International Offshore Rules (IOR).
- Detalls dels previs guanyadors Arxivat 2015-04-13 a Wayback Machine.

| Any  | Guanyador         | Temps d:hh:mm:ss | Guanyador per handicap               | Temps compensat d:hh:mm:ss | Iots a la sortida | Iots a l'arribada |
| ---- | ----------------- | ---------------- | ------------------------------------ | -------------------------- | ----------------- | ----------------- |
| 2006 | Wild Oats XI      | 2:08:52:33       | Love & War                           | 03:22:02:37                | 78                | 69                |
| 2005 | Wild Oats XI      | 1:18:40:10       | Wild Oats XI                         | 03:03:54:32                | 85                | 80                |
| 2004 | Nicorette         | 2:16:00:44       | Aera                                 | 04:02:52:09                | 116               | 59                |
| 2003 | Skandia           | 2:15:14          | First National Real Estate           | 03:14:14:17                | 56                | 52                |
| 2002 | Alfa Romeo        | 2:04:58:52       | Quest                                | 2:04:46:46                 | 57                | 53                |
| 2001 | Assa Abloy        | 2:20:46          | Bumblebee V                          | N/A                        | 75                | 56                |
| 2000 | Nicorette         | 2:14:02          | SAP Ausmaid                          |                            | 82                | 58                |
| 1999 | Nokia             | 1:19:48          | Yendys                               | 1:20:32:53                 | 79                | 49                |
| 1998 | Sayonara          | 2:20:3.5         | AFR Midnight Rambler                 | 2:12:36:23                 | 115               | 44                |
| 1997 | Brindabella       | 2:23:37          | Beau Geste                           | 2:17:21:27                 | 114               | 99                |
| 1996 | Morning Glory     | 2:14:07          | Ausmaid                              | 2:12:35:59                 | 95                | 77                |
| 1995 | Sayonara          | 3:00:53          | Terra Firma                          |                            | 98                | 92                |
| 1994 | Tasmania          | 2:17:48          | Raptor                               | 2:11:41:0                  | 371               | 309               |
| 1993 | Ninety Seven      | 4:00:54          | Cuckoos Nest (IMS) / Wild Oats (IOR) |                            | 104               | 38                |
| 1992 | NZ Endeavour      | 2:19:19          | Assassin (IMS) /Ragamuffin (IOR)     |                            | 110               | 102               |
| 1991 | Brindabella       | 3:01:14          | She's Apples (IMS) / Atara (IOR)     |                            | 99                | 91                |
| 1990 | Ragamuffin        | 2:21:05          | Sagacious V                          | 2:19:44:32                 | 105               | 86                |
| 1989 | Drumbeat          | 3:06:21          | Ultimate Challenge                   | 3:02:18:45                 | 126               | 112               |
| 1988 | Ragamuffin        | 3:15:29          | Illusion                             | 3:18:20:35                 | 119               | 81                |
| 1987 | Sovereign         | 2:21:58          | Sovereign                            | 2:21:58                    | 154               | 146               |
| 1986 | Condor of Bermuda | 2:23:26          | Ex Tension                           | 3:01:14:30                 | 123               | 106               |
| 1985 | Apollo            | 3:04:32          | Sagacious                            | 3:04:34:37                 | 178               | 145               |
| 1984 | New Zealand       | 3:11:21          | Indian Pacific                       | 3:07:45:03                 | 151               | 46                |
| 1983 | Condor            | 3:00:50          | Challenge II                         | 2:23:07:42                 | 173               | 158               |
| 1982 | Condor of Bermuda | 3:00:59          | Scallywag                            | 2:19:19:16                 | 118               | 108               |
| 1981 | Vengeance         | 3:22:30          | Zeus II                              | 03:19:25:59                | 159               | 143               |
| 1980 | New Zealand       | 2:18:45          | New Zealand                          | 2:18:45                    | 102               | 93                |
| 1979 | Bumblebee IV      | 3:01.45          | Screw Loose                          | 3:03:31:06                 | 147               | 142               |
| 1978 | Apollo            | 4: 02.23         | Love and War                         | 3:12:13:00                 | 97                | 87                |
| 1977 | Kialoa            | 3: 10.14         | Kialoa                               | 3: 10.14                   | 131               | 70                |
| 1976 | Ballyhoo          | 3: 07.59         | Piccolo                              | 3:07:45:07                 | 85                | 70                |
| 1975 | Kialoa            | 2: 14.36         | Rampage                              | 02:13:16:56                | 102               | 99                |
| 1974 | Ondine III        | 3: 13.51         | Love and War                         | 03:13:25:02                | 63                | 58                |
| 1973 | Helsal            | 3: 01.32         | Ceil III                             | 02:17:28:28                | 92                | 90                |
| 1972 | American Eagle    | 3: 04.42         | American Eagle                       | 3: 04.42                   | 79                | 75                |
| 1971 | Kialoa            | 3: 12.46         | PathFinder                           | 3:03:14:34                 | 78                | 76                |
| 1970 | Buccaneer         | 3: 14.06         | Pacha                                | 3:10:07:39                 | 61                | 47                |
| 1969 | Crusade           | 3: 15.07         | Morning Cloud                        | 3:04:25:57                 | 79                | 75                |
| 1968 | Ondine II         | 4:03:20:02       | Koomooloo                            | 3:13:38:52                 | 67                | 54                |
| 1967 | Pen Duick III     | 04:04:10:31      | Rainbow II                           | 3:16:39:15                 | 66                | 59                |
| 1966 | Fidelis           | 4: 08.39         | Cadence                              | 04:02:46:24                | 46                | 44                |
| 1965 | Stormvogel        | 3: 20.30         | Freya                                | 3:10:03:26                 | 53                | 49                |
| 1964 | Astor             | 3: 20.05         | Freya                                | 3:05:58:14                 | 38                | 31                |
| 1963 | Astor             | 4: 10.53         | Freya                                | 3:06:03:17                 | 44                | 34                |
| 1962 | Ondine            | 3: 03.49         | Solo                                 | 2:12:45:14                 | 42                | 40                |
| 1961 | Astor             | 4: 04.42         | Rival                                | 3:03:57:31                 | 35                | 33                |
| 1960 | Kurrewa IV        | 4: 08.11         | Siandra                              | 3:07:48:04                 | 32                | 30                |
| 1959 | Solo              | 4: 13.33         | Cherana                              | 3:08:33:02                 | 30                | 24                |
| 1958 | Solo              | 5: 02.32         | Siandra                              | 3:13:46:35                 | 22                | 19                |
| 1957 | Kurrewa IV        | 3: 18.30         | Anitra V                             | 3:00:55:37                 | 20                | 18                |
| 1956 | Kurrewa IV        | 4: 04.31         | Solo                                 | 3:08:33:52                 | 28                | 26                |
| 1955 | Even              | 4: 18.13         | Moonbi                               | 3:09:21:05                 | 17                | 16                |
| 1954 | Kurrewa IV        | 5: 06.09         | Solveig                              | 3:17:58:01                 | 17                | 15                |
| 1953 | Solveig           | 5: 07.12         | Ripple                               | 3:16:12:12                 | 23                | 19                |
| 1952 | Nocturne          | 6: 02.34         | Ingrid                               | 4:09:56:18                 | 17                | 17                |
| 1951 | Margaret Rintoul  | 4: 02.29         | Struen Marie                         | 2:19:48:26                 | 14                | 12                |
| 1950 | Margaret Rintoul  | 5: 05.28         | Nerida                               | 3:20:17:13                 | 16                | 14                |
| 1949 | Waltzing Matilda  | 5:10:33          | Trade Winds                          | 3:23:39:43                 | 15                | 13                |
| 1948 | Morna             | 4:05:01          | Westward                             | 3:07:45:48                 | 18                | 13                |
| 1947 | Morna             | 5:03:03          | Westward                             | 4:24:56                    | 28                | 21                |
| 1946 | Morna             | 5:02:53          | Christina                            | 4:11:53:27                 | 19                | 11                |
| 1945 | Rani              | 6:14:22          | Rani                                 | 6:14:22                    | 9                 | 8                 |